# Stazione di Porto Recanati
La stazione di Porto Recanati è una fermata ferroviaria posta sulla ferrovia Adriatica. Serve il centro abitato di Porto Recanati.